# Beijing International Street Circuit
Beijing International Street Circuit is een stratencircuit in het Olympisch roei-/kanopark Shunyi (gebruikt voor roeien, kanovaren en 10 km zwemmen in open water op de Olympische Zomerspelen 2008) in de Chinese hoofdstad Peking.

## Geschiedenis
Om succes te blijven behouden na de Olympische Spelen, besliste het district Shunyi om 300 miljoen yuan te investeren in motorsportfaciliteiten. Het circuit werd geopend in oktober 2010 met een niet-kampioenschapsronde van de Superleague Formula.